# Lecanographa
Lecanographa is een geslacht van schriftmossen in de familie Lecanographaceae. De typesoort is Lecanographa lyncea.

## Soorten
Volgens Index Fungorum bevat het geslacht 44 soorten (peildatum september 2021):
| Soortnaam                                  | Auteur(s)                                   | Publicatiejaar |
| ------------------------------------------ | ------------------------------------------- | -------------- |
| Lecanographa abscondita                    | (Th. Fr.) Egea & Torrente                   | 1994           |
| Lecanographa aggregata                     | Egea & Torrente                             | 1994           |
| Lecanographa amylacea                      | (Ehrh. ex Pers.) Egea & Torrente            | 1994           |
| Lecanographa atlantica                     | Ertz & van den Boom                         | 2020           |
| Lecanographa atropunctata                  | Sparrius, Saipunk. & Wolseley               | 2006           |
| Lecanographa azurea                        | Follmann                                    | 2008           |
| Lecanographa brattiae                      | (Egea & Ertz) Ertz & Tehler                 | 2011           |
| Lecanographa cretacea                      | (Müll. Arg.) Egea & Torrente                | 1994           |
| Lecanographa dialeuca                      | (Cromb.) Egea & Torrente                    | 1994           |
| Lecanographa dimelaenoides                 | (Egea & Torrente) Egea & Torrente           | 1994           |
| Lecanographa elegans                       | (Stizenb.) Mies & M. Schultz                | 2004           |
| Lecanographa farinosa                      | (Hepp) Egea & Torrente                      | 1994           |
| Lecanographa farinulenta                   | (Müll. Arg.) Egea & Torrente                | 1994           |
| Lecanographa follmannii                    | (C.W. Dodge) Egea & Torrente                | 1994           |
| Lecanographa hypothallina                  | (Zahlbr.) Egea & Torrente                   | 1994           |
| Lecanographa illecebrosula                 | (Müll. Arg.) Egea & Torrente                | 1994           |
| Lecanographa imitans                       | B. Werner & Follmann                        | 2003           |
| Lecanographa insolita                      | Lendemer & K. Knudsen                       | 2010           |
| Lecanographa laingiana                     | Diederich, Egea & Sipman                    | 1995           |
| Lecanographa longicarpa                    | Egea, Sérus., Torrente & Wessels            | 1997           |
| Lecanographa lyncea                        | (Sm.) Egea & Torrente                       | 1994           |
| Lecanographa lynceoides (Schijnschriftmos) | (Müll. Arg.) Egea & Torrente                | 1994           |
| Lecanographa martii                        | (Nyl.) Ertz                                 | 2009           |
| Lecanographa microcarpella                 | (Müll. Arg.) Egea & Torrente                | 1994           |
| Lecanographa nothofagi                     | Kantvilas                                   | 2004           |
| Lecanographa occidentalis                  | Egea & Torrente                             | 1994           |
| Lecanographa rinodinae                     | (Vězda) R. Sant.                            | 2004           |
| Lecanographa rosea                         | Etayo & Paz-Berm.                           | 2018           |
| Lecanographa rufa                          | (Müll. Arg.) Ertz                           | 2009           |
| Lecanographa solicola                      | P.M. McCarthy & J.A. Elix                   | 2018           |
| Lecanographa subcaesia                     | (Malme) Egea & Torrente                     | 1994           |
| Lecanographa subcaesioides                 | Egea & Torrente                             | 1994           |
| Lecanographa subcalcarea                   | (Müll. Arg.) Egea & Torrente                | 1994           |
| Lecanographa subdryophila                  | (Follmann & Vězda) Egea & Torrente          | 1994           |
| Lecanographa subgrumulosa                  | (Egea, Torrente & Manrique) Egea & Torrente | 1994           |
| Lecanographa subnothella                   | (Nyl.) Ertz                                 | 2009           |
| Lecanographa tehleri                       | Egea, Sérus., Torrente & Wessels            | 1997           |
| Lecanographa unghvariensis                 | (Szatala) Egea & Torrente                   | 1994           |
| Lecanographa uniseptata                    | Ertz, van den Boom, Tehler & Degreef        | 2010           |
| Lecanographa werneri                       | (Faurel, Ozenda & Schotter) Egea & Torrente | 1994           |